# Hendrik Gruber
Hendrik Gruber (ur. 28 września 1986) – niemiecki lekkoatleta, specjalizujący się w skoku o tyczce.

## Osiągnięcia
- 9. miejsce podczas mistrzostw Europy juniorów (Kowno 2005)
- brązowy medal Uniwersjady (Belgrad 2009)
- medalista mistrzostw Niemiec

## Rekordy życiowe
- skok o tyczce (stadion) – 5,70 (2010)
- skok o tyczce (hala) – 5,75 (2013)